# Suite d'après Corrette
La Suite d'après Corrette, op. 161b, est un trio d'anches de Darius Milhaud composé en 1937.

## Présentation
Suite d'après Corrette est une page de musique de chambre pour trio d'anches (clarinette, hautbois et basson) composée à Paris en avril 1937.
L'œuvre est tirée de la musique de scène (op. 161) écrite par Milhaud pour la pièce Roméo et Juliette de Shakespeare (traduction de Pierre Jean Jouve) mise en scène par Georges Pitoëff au théâtre des Mathurins (première représentation le 7 juin 1937).
La Suite d'après Corrette, dédiée à Paul Collaer, est créée le 28 novembre 1938 à Paris, salle Gaveau, lors d'un concert de La Sérénade, par le Trio d'anches de Paris, avec Myrtil Morel au hautbois, Pierre Lefebvre à la clarinette et Fernand Oubradous au basson,.

## Structure et analyse
La Suite, d'une durée moyenne d'exécution de huit minutes trente environ, est constituée de huit mouvements basés sur des thèmes du compositeur baroque français Michel Corrette (extraits de pièces pour musette) :
1. Entrée et rondeau, mouvement qui « présente les instruments dans un demi mystère avant d'entonner une mélodie pleine de charme et de distinction[5] » ;
2. Tambourin, court et « malicieux entracte[5] » ;
3. Musette, pièce « rustique mais pudique, sur un bourdon du basson[5] » ;
4. Sérénade, page « insouciante revue à la sauce Milhaud[5] » ;
5. Fanfare, « plus gracieuse que trompetante[5] » ;
6. Rondeau, mouvement fier « dont le dérèglement harmonique achève de nous rendre au vingtième siècle[5] » ;
7. Menuets, de facture « très classique sur un fondement évoluant vers la polytonalité[5] » ;
8. Coucou, finale qui « avec ses deux notes insistantes de la clarinette », imitant le chant du coucou, conclut « de manière cocasse cette vraie-fausse suite à la mode baroque[5] ».

Dans Le Ménestrel, à l'issue de la première audition de l'œuvre, Paul Bertrand juge que l'ensemble, « pastichant le style ancien avec une piquante saveur, [est] d'une écriture claire, joliment contrepointée, utilisant habilement les sonorités contrastantes des trois instruments et se terminant par un amusant Coucou auquel l'auteur a réussi à donner un tour très personnel ».
La partition est publiée par l'Oiseau-Lyre. Dans le catalogue des œuvres de Darius Milhaud, la Suite d'après Corrette porte le numéro d'opus 161b.

## Discographie
- 20th Century French Wind Trios — Georges Auric (Trio), Joseph Canteloube (Rustiques), Jean Françaix (Divertissement), Jacques Ibert (Cinq Pièces en trio), Darius Milhaud (Suite d'après Corrette ; Pastorale), Paul Pierné (Bucolique variée), Alexandre Tansman (Suite pour trio d'anches) — The Chicago Chamber Musicians, Cedille Records CDR 90000 040, 1998.
- Trios d'anches — Georges Auric (Trio), Jacques Ibert (Cinq Pièces en trio), Darius Milhaud (Pastorale et Suite d'après Corrette), Jean Françaix (Divertissement), Henri Tomasi (Concert champêtre), Florent Schmitt (À tour d'anches) — François Meyer (hautbois), Paul Meyer (clarinette), Gilbert Audin (basson) et Éric Le Sage (piano), RCA Red Seal 74321 690852, 1999.
- Musique française pour trio d'anches — Georges Auric, Henri Tomasi, Alexandre Tansman, Jacques Ibert, Darius Milhaud — ensemble Trielen, Ad Vitam AV 150230, 2015[7].